# Maria Ludovika Beatrix von Österreich-Este

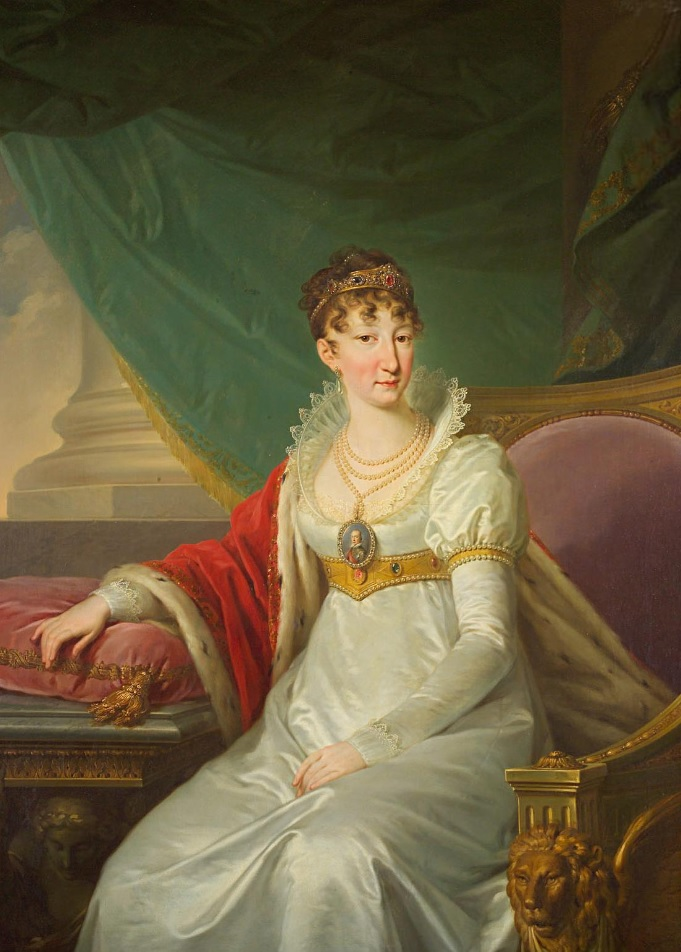
Maria Ludovika Beatrix von Modena

Maria Ludovika Beatrix (* 14. Dezember 1787 in Monza; † 7. April 1816 in Verona) war als dritte Gattin Franz I. österreichische Kaiserin (seit 1808).

## Jugend
Maria Ludovika, die ursprünglich Maria Luigia hieß, war die jüngste Tochter von Erzherzog Ferdinand Karl († 1806) und der Maria Beatrice d’Este († 1829). Ihr Vater ging als vierter Sohn aus der Ehe des Kaisers Franz I. Stephan und der Maria Theresia hervor. Ihre Brüder waren u. a. der Herzog Franz IV. von Modena († 1846) und Maximilian Joseph († 1863), der Hochmeister des Deutschen Ordens wurde. Daneben hatte sie noch mehrere Geschwister.
Die Erziehung der kleinen Maria Luigia stand unter dem Einfluss jener strengen Etikette ihrer Großmutter Maria Theresia, die auch die Ehe ihrer Eltern arrangiert hatte. Das Mädchen lebte zunächst in Mailand und in einem schönen Schloss in Monza, das ihr Vater nach dem Vorbild von Schönbrunn hatte erbauen lassen. Sie wurde gemeinsam von ihrer Mutter und einer Amme und Erzieherin (Aja) erzogen, die Maria Theresia nach Mailand geschickt hatte. Das Kind wuchs zweisprachig auf. Weil ihre Lehrer und auch ihre Mutter mit ihr nur italienisch sprachen, konnte sie sich mit ihrem späteren Gatten nur in gebrochenem Deutsch unterhalten.
Ihr Vater Ferdinand musste als österreichischer Statthalter der Lombardei mit seiner Familie vor dem siegreichen Napoleon, der am 16. Mai 1796 Mailand eroberte, fliehen, zunächst nach Triest, dann nach Wiener Neustadt. Der kleinen Maria Luigia wurde damals von ihrer Mutter ein lebenslanger Hass auf Napoleon eingeimpft. Das Wiener Neustädter Exil war im Vergleich zur luxuriösen Wohnstätte in Mailand spartanisch. 1803 zog die Familie in das Palais Dietrichstein am Minoritenplatz in Wien, wo Marias Vater im Dezember 1806 starb.

## Heirat und Gegnerschaft zu Napoleon

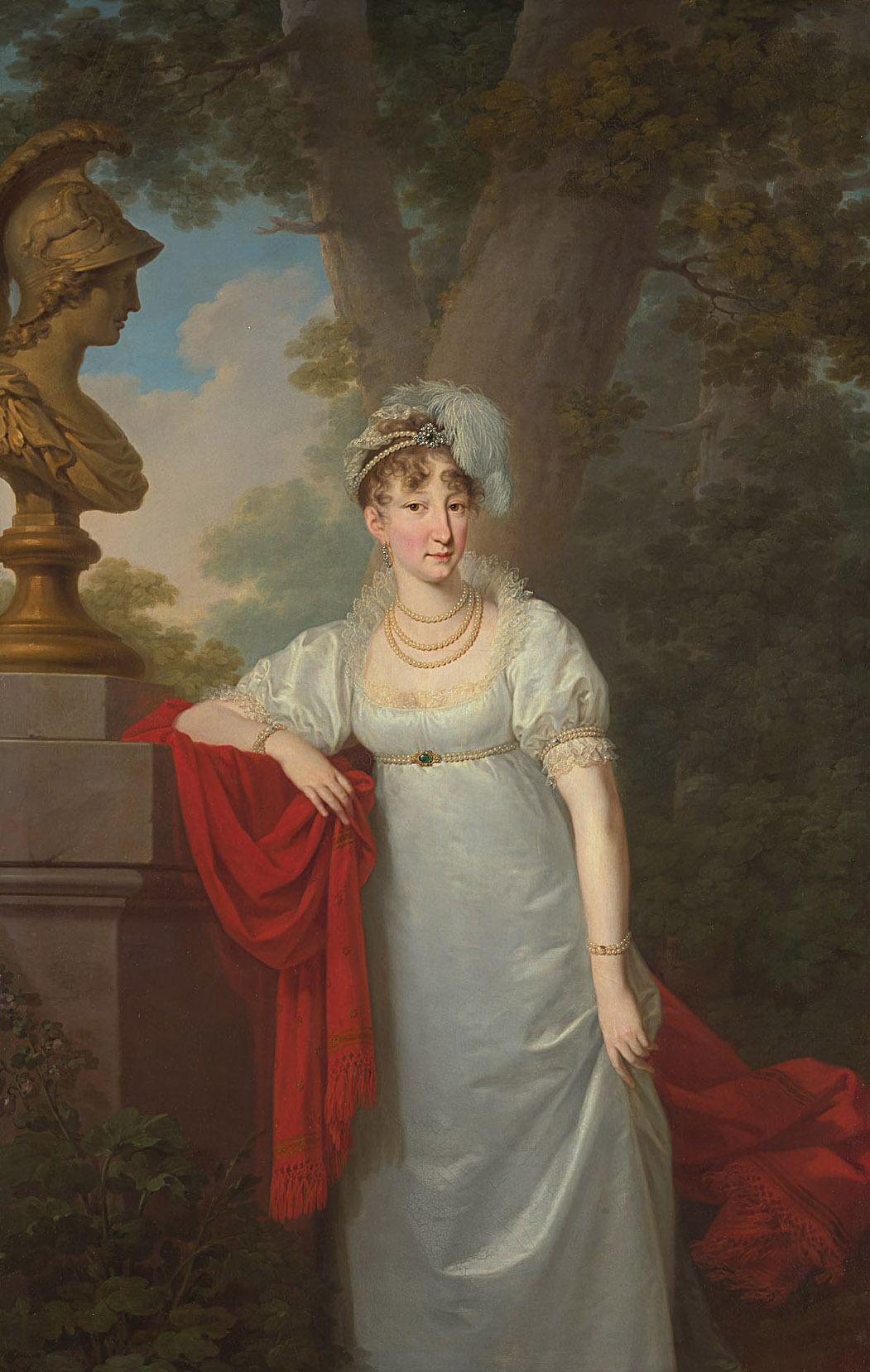
Prinzessin Maria Ludovika Beatrix von Modena

Der römisch-deutsche Kaiser Franz II. (später Franz I. von Österreich) wurde 1807 mit 39 Jahren zum zweiten Mal Witwer. Zur Tröstung besuchte er auch seine Tante Maria Beatrice, in deren Haus sich eine zärtliche Beziehung zur nun 19-Jährigen, schönen und literarisch gebildeten Maria Luigia entspann. Der große Altersunterschied schien ihr nichts auszumachen. Die Heirat fand mit großer Pracht am 6. Jänner 1808, geleitet von ihrem jüngsten Bruder, Bischof Karl Ambrosius, statt. Nun wurde ihr Name in Maria Ludovika eingedeutscht. Zahlreiche Literaten feierten die großartigen Hochzeitsfeste und insbesondere die Anmut der Braut in ihren Werken, so August Wilhelm Schlegel und die germanophile französische Schriftstellerin Madame de Staël, die sich damals in Wien aufhielt. Im Gegensatz zum eher kühlen und wenig impulsiven Gatten war Ludovika sehr temperamentvoll und ihre gute Menschenkenntnis erlaubte ihr sehr richtige vorausblickende Beurteilungen.
Diese Ehe löste aber in Wien die Befürchtung aus, dass die neue Kaiserin – ganz im Sinne ihrer Mutter – als erklärte Feindin Napoleons wieder zum Krieg schüren könnte, nachdem man erst 1806 nach katastrophalen Niederlagen einen Friedensvertrag unterzeichnet hatte. Besonders Erzherzog Karl hätte eine weitere Annäherung an Frankreich bevorzugt und diese gerne durch eine entsprechende Heirat seines kaiserlichen Bruders unterstrichen. Auch der französische Botschafter in Wien protestierte gegen diese Heirat. Tatsächlich dachte Maria Ludovika nicht daran, sich auf eheliche Pflichten, etwa das Erziehen der Kinder ihres Mannes aus dessen zweiter Ehe, zu beschränken. Sie schloss sich der Kriegspartei an und stand damit im Gegensatz zum den Frieden liebenden Kaiser. Nach der Einnahme Wiens 1809 verteidigte sie sich in einem Brief an ihren Gatten, dass sie sich für ihren angeklagten Bruder Maximilian, der Wien aufgegeben hatte, eingesetzt hatte; Franz selbst sollte ein Urteil fällen.
Den wenig entschlussfreudigen Kaiser versuchte Maria Ludovika 1808 zu härterem Vorgehen gegen Napoleon zu bewegen. Unterstützt wurde sie durch den Außenminister Graf Johann Philipp von Stadion und einige Feldherren, doch Erzherzog Karl, der den Krieg führen sollte, zögerte. Bei ihrer Krönung zur ungarischen Königin in Pressburg (am 7. September 1808) konnte Maria Ludovika, auf den Spuren Maria Theresias wandelnd, die Ungarn so beeindrucken, dass sie bereit waren, die Monarchie unter großen Entbehrungen finanziell und militärisch zu unterstützen. Erst der spanische Aufstand gab Maria Ludovika ausreichend Gründe in die Hand, Kaiser Franz zu offenen Rüstungen gegen Napoleon zu bringen. Vergeblich hoffte man aber in Wien auf Verbündete in den Rheinbundstaaten und den neu erwachten preußischen Patriotismus. Immerhin konnte Maria Ludovika den Krieg in Österreich populär machen, wobei sie selbst gestickte Fahnenbänder für die Armee auf Stangen im Stephansdom anbrachte. Graf Klemens Wenzel Lothar von Metternich kehrte Ende 1808 von seinem Posten als Gesandter in Paris zurück und ärgerte sich über die Kriegslaune, da er die Gefahren eines Machtkampfs mit Napoleon für Österreich als zu groß erachtete. Die Kaiserin dagegen hielt den Krieg für unausweichlich und wirkte dank ihres großen Einflusses auf den Kaiser als treibende Kraft unaufhörlich an einer ersten Erhebung Österreichs mit. Den unter französischem Einfluss aus Warschau vertriebenen katholischen Priester Klemens Maria Hofbauer, nachmaligen Stadtpatron von Wien, konnte sie erfolgreich gegen weitere Verfolgungen verteidigen.
Trotz ihres Einsatzes für den Krieg versuchte Maria Ludovika gerecht zu sein, wie ihr Brief vom 16. April 1809, der sich heute im Wiener Staatsarchiv befindet, zeigt. Darin tadelte sie Erzherzog Johann, weil er die Tiroler zum Kampf gegen die mit Napoleon verbündeten Baiern aufforderte; denn Tirol war 1805 rechtmäßig an Baiern abgetreten worden und damit diesem ganz offiziell untertan. Nach ersten für Österreich unglücklichen Zusammenstößen mit dem Feind besuchte der Kaiser zur Motivation sein Heer; Ludovika folgte ihm, war aber enttäuscht, als sie ihn in der Nähe von Enns nur bei den Versorgungstruppen antraf. Als Napoleon Wien eroberte, lebte Maria Ludovika mit den Kindern des Kaisers in der Burg von Ofen monatelang weit von ihrem Gatten entfernt. Obwohl sie krank war, ermutigte sie ihn zum Durchhalten. Das Klima in der kalten Burg zu Ofen verschärfte noch ihren chronischen Lungenkatarrh, der schon am Beginn ihrer Ehe ihre Gesundheit gefährlich erschüttert hatte. Husten und Fieber quälten sie, und ihr Arzt Dr. Leopold Thonhauser, der dem Kaiser regelmäßige Berichte schrieb, beklagte, dass sie sich zu wenig Bettruhe gönnte und zu viel um ihre kaiserlichen Stiefkinder und die Politik kümmerte, also seine ärztlichen Ratschläge nicht genug beachtete. Nachdem Napoleon Österreich im Frieden von Schönbrunn die Bedingungen diktiert hatte, wollte die Kaiserin ihren Gatten unbedingt sehen und trotz ihrer schlechten Gesundheit zu ihm reisen. Dies hätte für sie Lebensgefahr bedeutet. Nachdem der Kaiser eindringlich informiert worden war, eilte er an das Bett seiner Gattin in Ofen. Ihre Gesundheit besserte sich zwar etwas, sie glaubte aber trotz des Friedens nicht, dass Napoleon Österreich als souveränen Staat bestehen lassen wollte.
Metternich, der zunehmend Einfluss auf den Kaiser gewann, durchkreuzte mehrere Eheprojekte Ludovikas. So kam eine von ihr geplante Heirat Erzherzog Karls mit der Schwester der Zarin, der Prinzessin Amalie von Württemberg, um Russland als Gegengewicht zu Napoleon zu gewinnen, nicht zustande. Auch Maria Ludovikas lang gehegte Hoffnung erfüllte sich nicht: die Heirat ihres Bruders Franz mit ihrer Stieftochter Marie Louise, die stattdessen auf Betreiben Metternichs mit Napoleon vermählt wurde. Wenigstens erreichte der Kaiser damit einige Zeit einen Ausgleich mit dem Korsen. Ausgerechnet die entsetzte Maria Ludovika musste dann bei der Prokura-Trauung als Brautmutter ihre Stieftochter zum Altar führen; dies nötigte ihr sicher viel Selbstbeherrschung ab.
Die labile Gesundheit der Kaiserin war durch all die politischen Aufregungen und die immer mehr zunehmende Kälte in ihrer Ehe stark beeinträchtigt. Nicht zur Verbesserung der Ehe hatte beigetragen, dass sie es wie erwähnt vorgezogen hatte, beim Einzug Napoleons nicht in Wien zu sein, sondern lange mit den Stiefkindern in Budapest zu bleiben. Das Ehepaar hatte sich seit geraumer Zeit aufgrund der unterschiedlichen Charaktere und Ansichten auseinandergelebt. Weiters hatte inzwischen Metternich seine Kontrolle selbst auf die Briefe der Kaiserin ausgedehnt und einem Brief an ihre Freundin, die Gräfin Esterházy entnommen, dass die Erfüllung der ehelichen Pflichten sie Überwindung kosten würde, da sie keine Liebe mehr für ihren Gemahl empfinde.
Zur Kur fuhr die abgemagerte Kaiserin auf Anraten ihres Leibarztes Dr. Thonhauser im Juni 1810 nach Karlsbad, wo sie sich etwas erholte. Sie spielte in einem Theaterstück Kotzebues mit und traf erstmals den 61-jährigen Johann Wolfgang von Goethe, der verschiedentlich Gedichte auf sie schrieb und von ihren geistigen Gaben sehr beeindruckt war. Bisher hatte sie sich vor allem mit italienischer und französischer Literatur beschäftigt, da sie Deutsch nicht perfekt beherrschte; Goethe konnte ihr auch deutsche Autoren näherbringen. Ludovika erwähnte Goethe brieflich nur einmal, schenkte ihm aber einige Monate nach ihrem Kuraufenthalt eine goldene Dose mit brillantenbesetztem Namenszug Luise. Ein weiterer Bewunderer in Karlsbad war Karl August, der Herzog von Weimar.
Nach Wien zurückgekehrt ging die latente Feindschaft zwischen der Kaiserin und Außenminister Metternich weiter, der politisch auf Abwarten setzte und ihre antinapoleonischen Bemühungen misstrauisch beäugte. Er las ihre Briefe und leitete sie gegebenenfalls an den Kaiser weiter, dem gegenüber er seine Vorgangsweise mit Ludovikas Briefwechsel mit ihrem Bruder Franz verantwortete. Dieser hatte nach dem gescheiterten Heiratsprojekt mit Marie Louise Österreich den Rücken gekehrt und in Italien Kontakte zu England und Russland zu knüpfen gesucht, wie ja auch seine Schwester jegliche Annäherungsversuche an das Zarenreich unterstützte. Maria Ludovika unterhielt auch, wie Metternich und Franz ihrer Korrespondenz entnehmen konnten, gute Beziehungen zum Bruder des Kaisers, Erzherzog Joseph, der ungarischer Palatin und ebenfalls mit der Politik des Außenministers unzufrieden war. Die Kaiserin, die nichts von Metternichs Zensur ihrer Briefe ahnte, schrieb auch sehr offen über private Gefühle; sie übte etwa offene Kritik an den männlichen Mitgliedern der habsburgischen Familie, der sie ja auch selbst angehörte, oder teilte ihrer Freundin Gräfin Esterhazy wie erwähnt ihre mangelnde Liebe für ihren Gatten mit. Auch diese politisch irrelevanten Nachrichten legte Metternich zunehmend dem Kaiser vor. Vielleicht erhoffte er sich dadurch eine Entfremdung der Eheleute und damit eine Stärkung seiner Macht.
Im Mai 1812 reiste Maria Ludovika widerwillig mit Franz nach Dresden, wo Napoleon vor den versammelten deutschen Fürsten die Kaiserfamilie empfing und sich pompös feiern ließ, bevor er mit seiner Grande Armée zum Russlandfeldzug aufbrach. Die Kaiserin musste oft bei den Banketten neben Napoleon Platz nehmen und ihn unterhalten. Außerdem sah sie gar nicht gern, dass ihr Gemahl sich in der Gegenwart des französischen Monarchen offenbar wohlfühlte. Sie konnte Franz nur unter tränenreichen Auftritten von einer persönlichen Teilnahme am Russlandkrieg abhalten. Nach Napoleons Aufbruch in den Osten erholte sie sich im Juli 1812 in Teplitz von den Strapazen, gewann zusehends ihre Gesundheit und Fröhlichkeit zurück und dinierte öfters mit Goethe. Dieser las ihr seine Gedichte vor und verfasste nach einem Dialog, ob zuerst der Mann oder die Frau die Liebe gestehen dürfe, seine Komödie „Die Wette“. Die Kaiserin und Goethe sollen auch dessen Werk „Torquato Tasso“ nachgespielt haben, wobei Goethe die Rolle des Torquato Tasso und Maria Ludovika die seiner (angeblichen) Geliebten Fürstin Leonore übernahm; Dokumente für diese Episode liegen aber nicht vor. Goethe schrieb kurz danach, dass für ihn diese Begegnung mit Maria Ludovika ein großer Gewinn war und erwähnt sie in Briefen an ihre Freundin Gräfin O’Donnell oftmals. Dagegen nannte Maria Goethe nur zweimal.
Nachdem der Russlandfeldzug katastrophal gescheitert war, unterstützte auch Metternich ein Bündnis Österreichs mit Preußen und Russland, verfolgte aber keine blinde Kampfeslust wie Maria Ludovika, sondern eine auf Sicherheit bedachte Politik. Ihr seit 1808 hartnäckiger Einsatz zur Verbesserung der österreichischen Armee trug aber dazu bei, dass die habsburgische Monarchie wesentlichen Anteil am Sieg über die Franzosen hatte.

## Wiener Kongress und Tod

Sarkophag der Kaiserin Maria Ludovika Beatrix in der Kapuzinergruft.

Beim Wiener Kongress spielte Maria Ludovika die charmante Gastgeberin für die europäischen Spitzenpolitiker. Trotz dieser sehr kräfteraubenden Aufgabe, die ihre Gesundheit wieder sehr angriff, erfüllte sie völlig ihre Repräsentationspflichten und unterhielt ihre Gäste. Charles-Maurice de Talleyrand-Périgord flattierte, dass sie trotz ihres Hustens und ihrer Magersucht die „Anmut einer Französin“ habe. Die Hofburg wurde zum Mittelpunkt der Adeligen Europas. Von Vorteil war es dabei, dass Maria Ludovika einige Zimmer, besonders ihre eigenen Gemächer, schon viel früher mit Zustimmung des normalerweise sparsamen Kaisers für fast eine Million Gulden hatte glänzend neu möblieren dürfen.
Nach der endgültigen Besiegung Napoleons empfand Maria Ludovika, wie sie schreibt, keinen Hass mehr, da ihr Ziel erfüllt war. Die ihrer Familie Este durch den großen französischen Feldherrn früher abgenommenen Güter wurden nun zurückerstattet. Sie lehnte jede Partizipation des Volkes an der Politik ab, ebenso den Plan, dass die Habsburger wieder den römisch-deutschen Kaiser stellen sollten, und bearbeitete ihren Gatten in diesem Sinne. 1815 begab sie sich kurz nach Bayern und Ende dieses Jahres mit ihrem Gemahl in ihre Heimat, das befreite Oberitalien, besuchte unter zahllosen Huldigungen Venedig, Mailand und viele andere Städte und feierte prunkvolle Feste, fühlte sich innerlich aber schon sehr krank und schwach. Sie wollte sterben, wie sie ihrer Mutter mitteilte. Nach mehrmonatiger Reise in Italien konnte sie im März 1816 in Verona nicht mehr aufstehen. Ihrem sie ständig begleitenden Arzt Dr. Thonhauser eilten andere berühmte Doktoren zu Hilfe, aber gegen die grassierende Lungenschwindsucht konnte man damals keine Mittel finden. Am 7. April 1816 starb Maria Ludovika im Palazzo Canossa kinderlos mit nur 28 Jahren; ihr Gatte war bis zuletzt an ihrem Krankenlager. Sie gehört zu jenen 41 Personen, die eine „Getrennte Bestattung“ mit Aufteilung des Körpers auf alle drei traditionellen Wiener Begräbnisstätten der Habsburger (Kaisergruft, Herzgruft, Herzogsgruft) erhielten.
Ein halbes Jahr nach Maria Ludovikas Tod ging der Kaiser eine neue Ehe ein. Goethe trauerte ihr noch lange nach und schrieb noch oft über sie. In ihrer vollständig erhaltenen Bibliothek (heute in der Nationalbibliothek zu Wien) ist aber nur eines seiner Werke, eine Übersetzung von Denis Diderots „Rameaus Neffe“, vorhanden. Ihre Familienkorrespondenz befindet sich teilweise im Österreichischen Staatsarchiv.

## Ehrungen

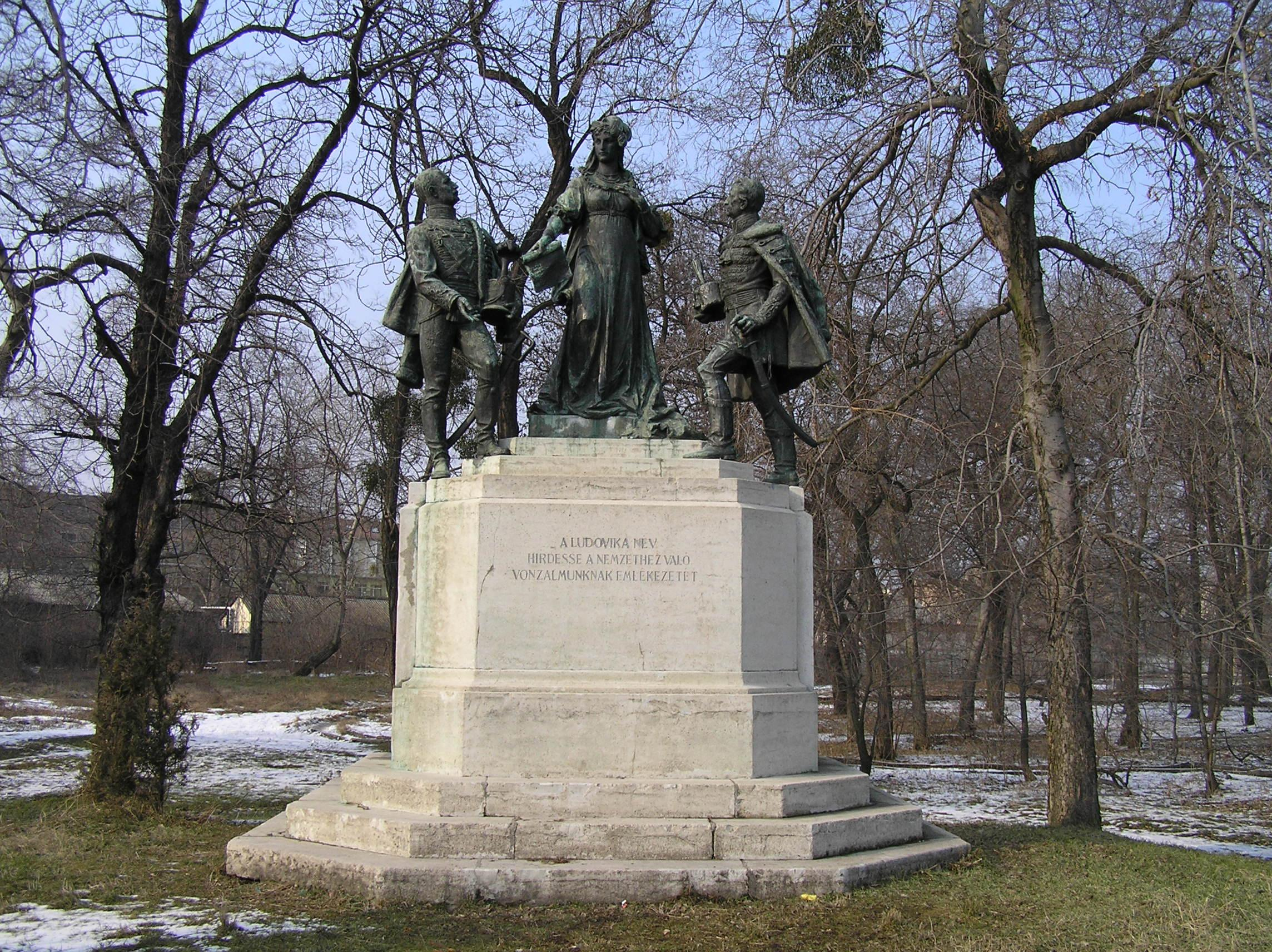
Denkmal für Maria Ludovika im Garten des Ludiviceums in Budapest. (links Palatin Joseph, rechts Graf János Butler)

Maria Ludovika wurde am 7. September 1808 im St. Martinsdom zu Preßburg zur Königin von Ungarn gekrönt. Die Krönungszeremonie wurde von ihrem eigenen Bruder Karl Ambrosius von Österreich-Este, in seiner Eigenschaft als Erzbischof von Gran und Primas von Ungarn vollzogen. Sie erhielt von der ungarischen Nation ein Krönungsgeschenk in Höhe von 50 000 Gulden. Diesen Betrag spendete Maria Ludovika zur Errichtung einer Militärakademie im damaligen Königreich Ungarn. Darauf beschloss der ungarische Reichstag, die Akademie in Pest anzusiedeln und sie nach dem Namen ihrer Stifterin Maria Ludovika zu benennen. Die Akademie, Ludoviceum genannt, war die bedeutendste Militärausbildungsstätte im gesamten Königreich Ungarn und bestand bis zum Zusammenbruch Österreich-Ungarns im Jahr 1918.